# بخش سوفریر
بخش سوفریر (به لاتین: Soufrière Quarter) یک منطقهٔ مسکونی در سنت لوسیا است.

## نگارخانه

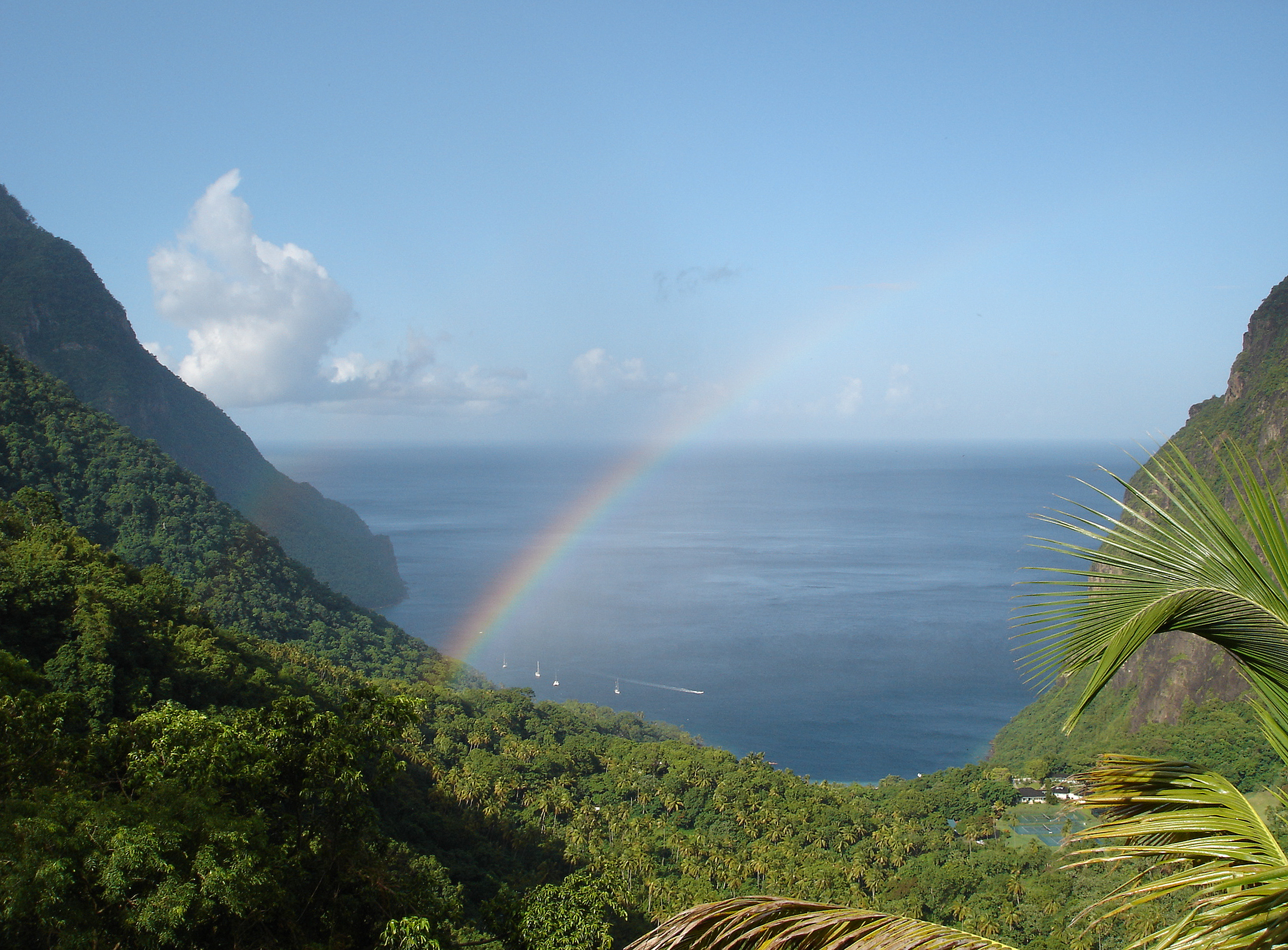
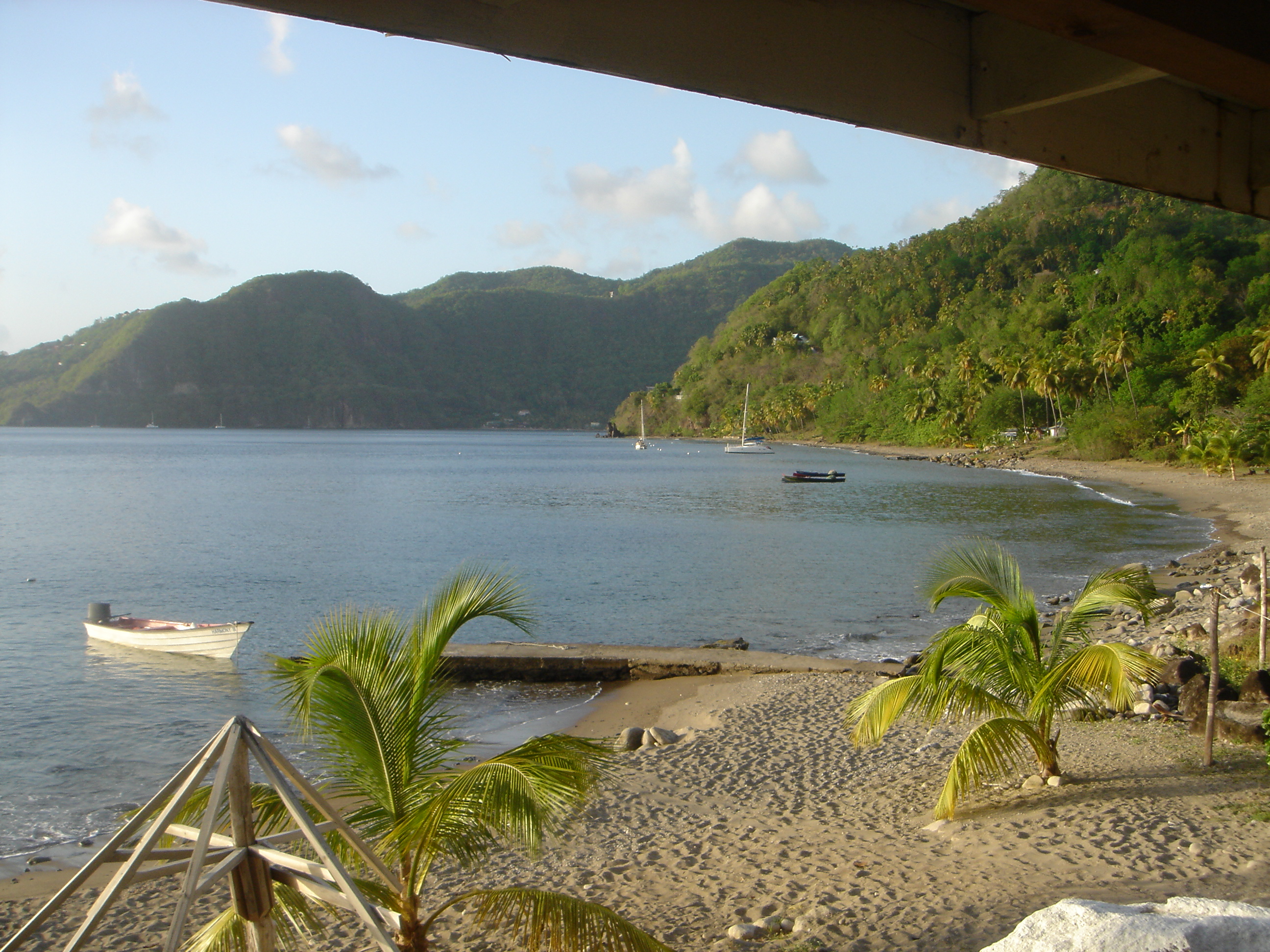
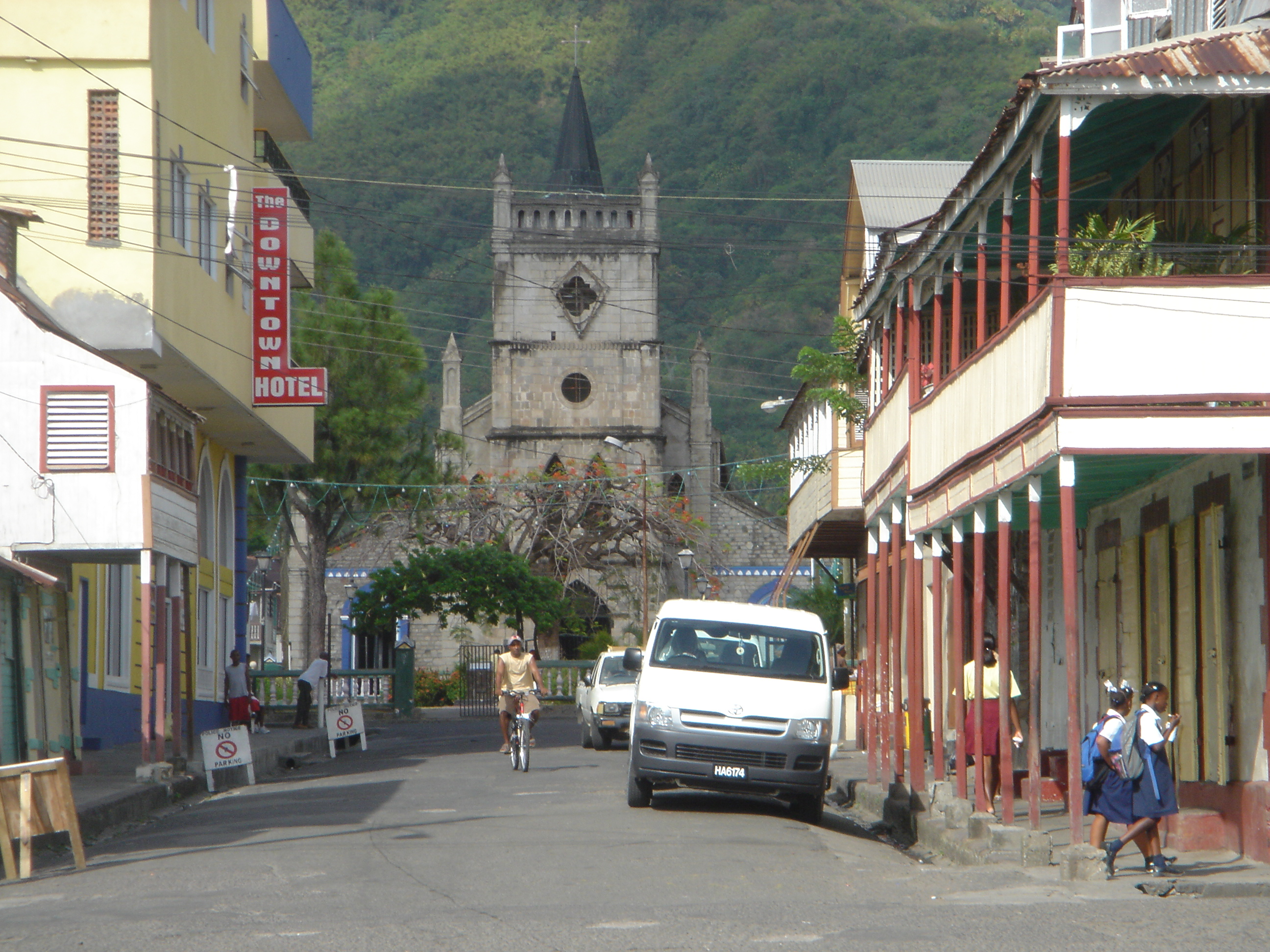
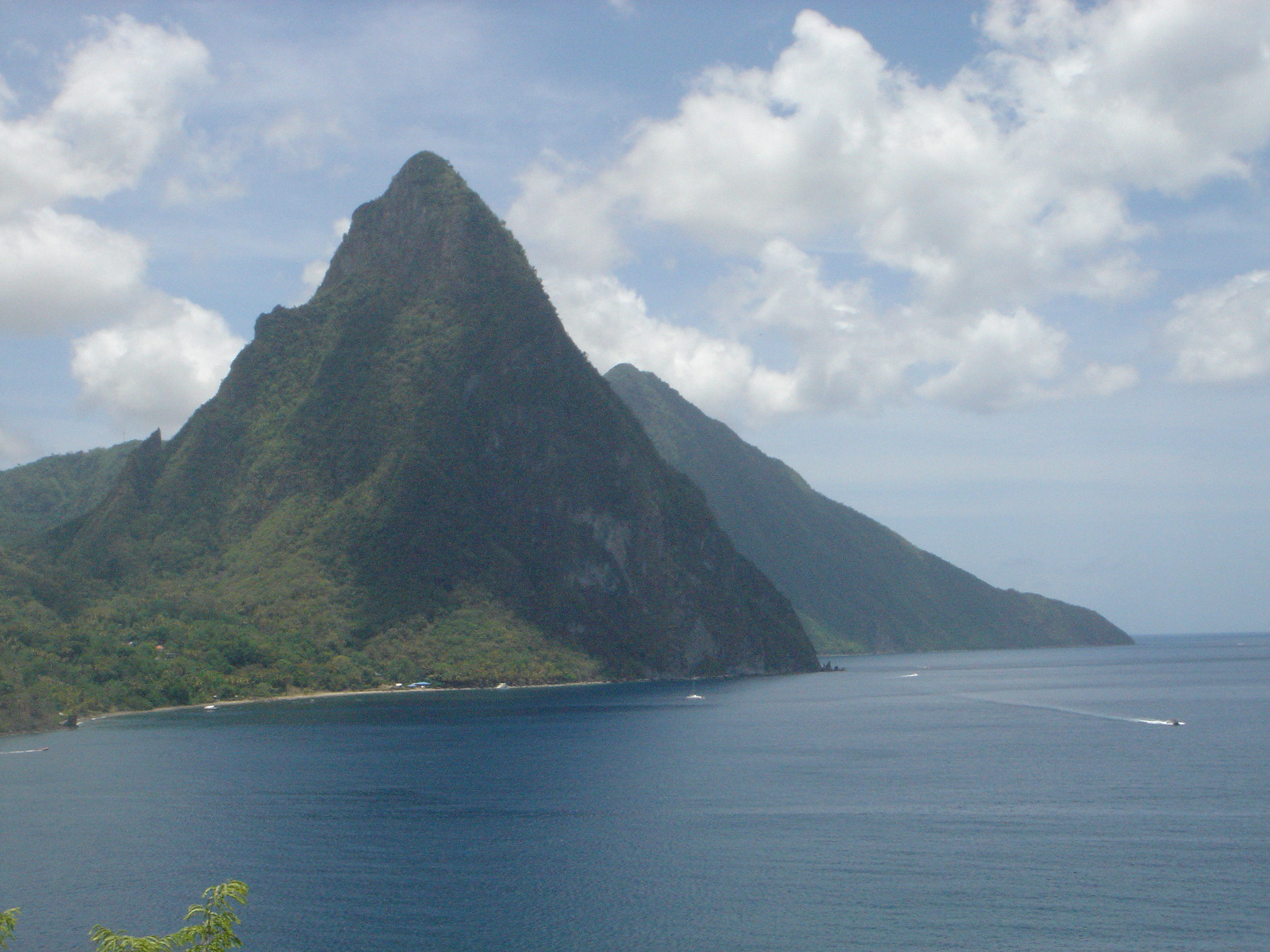
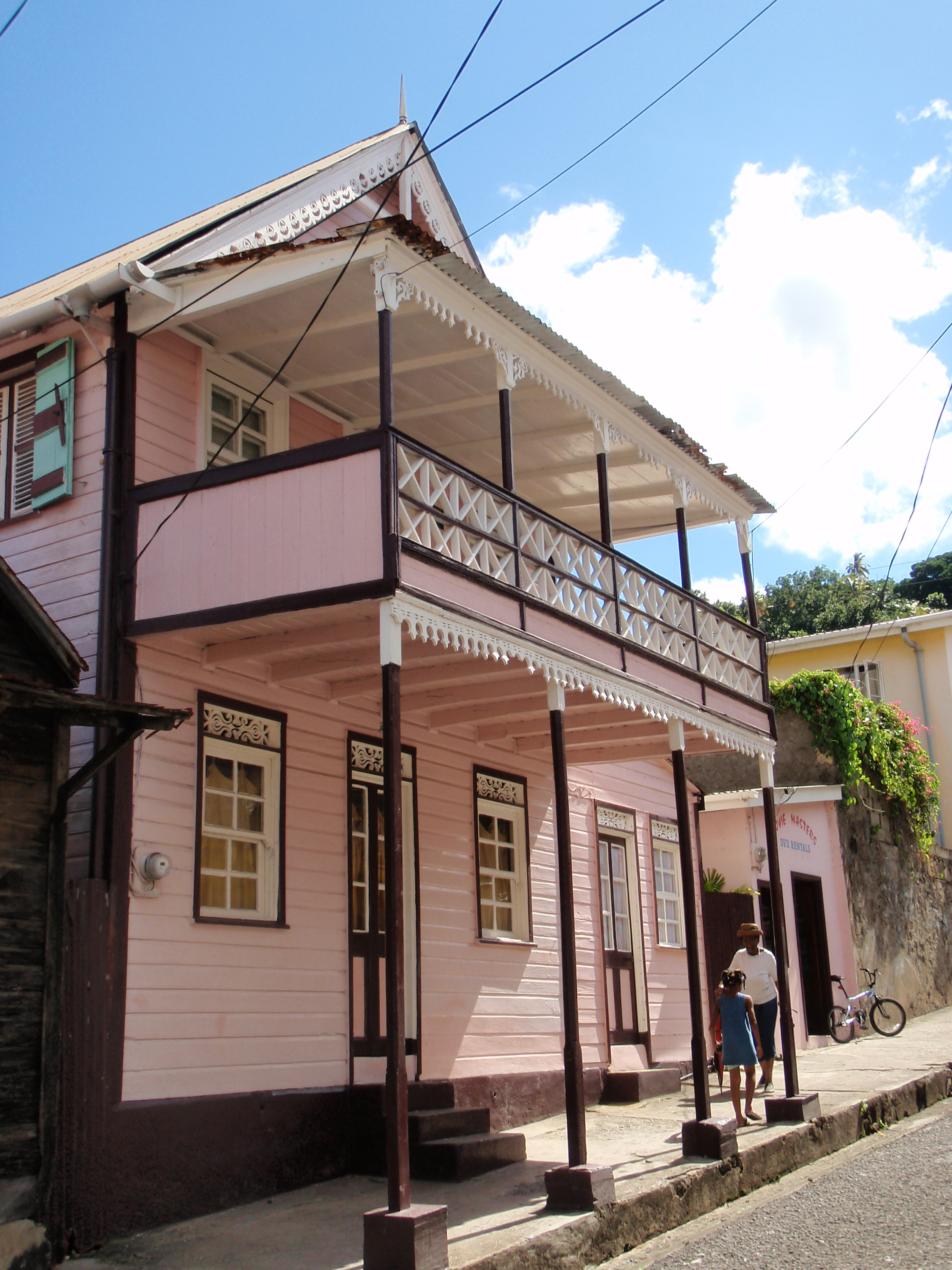
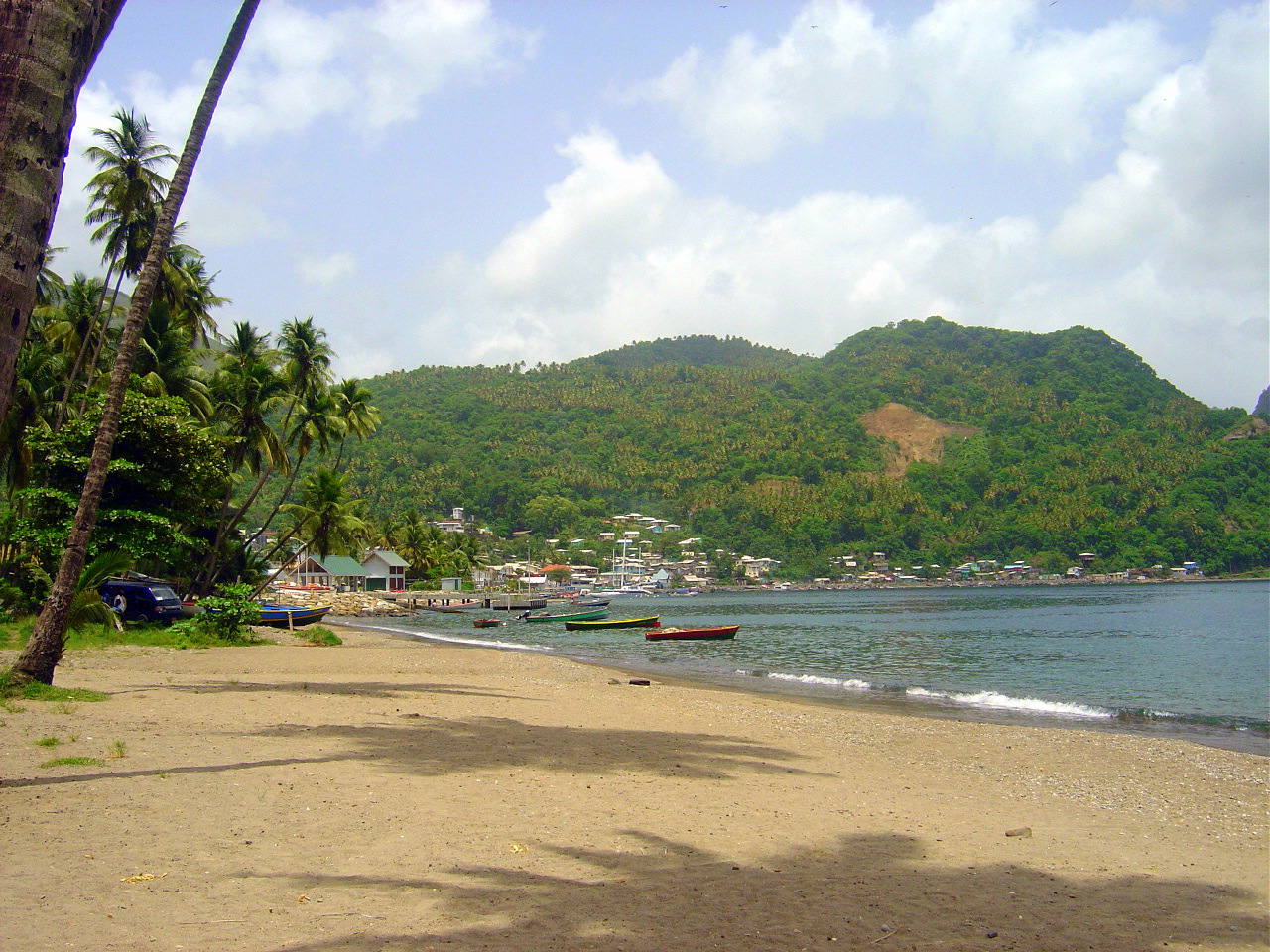